# Lesław Ćmikiewicz
Lesław Ćmikiewicz (Breslávia, 25 de agosto de 1948) é um ex-futebolista polaco, campeão olímpico. 

## Carreira
Jogou a Copa do Mundo FIFA de 1974 na Alemanha, na qual a seleção de seu país terminou na terceira colocação dentre os 15 participantes.